# Ross Benjamin
Ross Benjamin (* 1981) ist ein US-amerikanischer Übersetzer deutscher Bücher ins Englische.

## Leben und Karriere
Ross Benjamin ist der Sohn des Rechtsanwalts Jeff Benjamin (* 28. Dezember 1945 in Brooklyn, New York) und dessen Frau Betty Benjamin geb. Meckler. Er absolvierte das Vassar College und erhielt 2003 bis 2004 ein Fulbright-Stipendium für einen Studienaufenthalt in Berlin.
Für seine Übersetzungen erhielt er mehrere Preise und Auszeichnungen. Den von ihm übersetzten Roman Lichtspiel von Daniel Kehlmann wählte TV-Moderator Stephen Colbert im Juli 2025 für seinen neu gegründeten Buchklub.
Ross Benjamin lebt in Nyack, einer Ortschaft im Rockland County von New York.

## Übersetzungen (Auswahl)
- 2010 – Michael Maar, Solus Rex. Die schöne böse Welt des Vladimir Nabokov (2007) – Englische Übersetzung unter dem Titel Speak, Nabokov, Verso Books
- 2012 – Helmut Ortner, Der einsame Attentäter: Georg Elser – Der Mann, der Hitler töten wollte (2008) – Englische Übersetzung unter dem Titel The Lone Assessin: The Epic True Story of the Man Who Almost Killed Hitler, New York: Skyhorse
- 2014 – Clemens Setz, Indigo (2012) – Englische Übersetzung unter dem Titel Indigo, Liveright/Norton
- 2017 – Daniel Kehlmann, Du hättest gehen sollen (2016) – Englische Übersetzung unter dem Titel You Should Have Left, New York: Pantheon
- 2020 – Daniel Kehlmann, Tyll (2017) – Englische Übersetzung unter dem Titel Tyl, New York: Pantheon
- 2023 – Franz Kafka, Tagebücher – Englische Übersetzung unter dem Titel Franz Kafka, The Diaries, New York: Schocken Books
- 2025 – Daniel Kehlmann, Lichtspiel (2023) – Englische Übersetzung unter dem Titel The Director, New York: Simon & Schuster

## Auszeichnungen
- 2010 – Helen-und-Kurt-Wolff-Übersetzerpreis
- 2012 – Schlegel-Tieck Prize, Anerkennung
- 2020 – Shortlist für den International Booker Prize für die Übersetzung von Daniel Kehlmanns Tyl